# Карло II д’Арагона Тальявия
Карло II д’Арагона Тальявия (итал. Carlo II d'Aragona Tagliavia; ум. 3 августа 1604), 2-й герцог ди Терранова, 2-й князь ди Кастельветрано — сицилийский аристократ.
Сын Джованни д’Арагона Тальявия, маркиза де Авола, и Марии де Маринис, внук и наследник «Великого сицилийца» Карло д'Арагона Тальявия.
Адмирал и великий коннетабль Сицилии, граф дель Боргетто, маркиз де Ла-Фавара, гранд Испании.
Депутат королевства Сицилии от дворянского сословия. Как один из знатнейших сицилийских вельмож, приветствовал восшествие на престол Филиппа III, возглавив торжественную кавалькаду из 272 рыцарей, и держа в руке знамя из малинового дамаскина. В 1599 году Сицилийский парламент избрал его в качестве посла королевства Сицилии, направленного с поздравлениями новому суверену, для чего было ассигновано 15 тыс. скуди.
9 июня 1604 король Испании пожаловал герцога ди Терранова в рыцари ордена Золотого руна; герцогу Савойскому было поручено передать ему орденскую цепь, но Карло умер 3 августа того же года, не дожив до церемонии.

## Семья
Жена (9.11.1586): Джованна Пиньятелли (ум. 1617), дочь Камилло I Пиньятелли, герцога ди Монтелеоне, и Джероламы Колонна ди Пальяно
Дети:
- Джованни д’Арагона Тальявия (ок. 1585—18.01.1624), герцог ди Терранова, князь ди Кастельветрано. Жена (8.02.1607): Зенобия Гонзага (1588—1618), дочь Ферранте II Гонзага, графа Гуасталлы, и Виттории Дориа
- Диего д’Арагона Тальявия (ок. 1590—1654), герцог ди Терранова, князь ди Кастельветрано. Жена (21.09.1617): Эстефания де Мендоса, маркиза долины Оахаки (ок. 1595—1635), дочь Педро Каррильо де Мендосы, графа де Приего, и Хуаны Кортес де Монрой
- Маргерита д’Арагона Тальявия (ум. 1642). Муж (1607): Луиджи Сансеверино (1588—1669), князь ди Бизиньяно